# 讓我們胡作非為
讓我們胡作非為（英語：Let's Misbehave）是科爾·波特於1927年創作的一首歌曲，原本是為他的第一部大製作《巴黎》的女主角而準備的。雖然在百老匯開幕前用"Let's Do It, Let's Fall in Love"取而代之，但是百老匯明星伊蓮·波多妮做了這首歌曲的一個留聲機錄音。這首歌在1928年因艾爾文·阿倫森和他的指揮官樂團而著名。這歌曲可能在《海上情緣》的1962年重演中變得更出名。
這首歌是在1927年由Banjo Buddy（又名Harold Sandelman）為Brunswick唱片公司而錄製的。

## 現代使用
艾爾文·阿倫森的歌曲版本在兩部活地·亞倫的電影中被使用：1972年電影《性愛寶典》的開頭和結尾，以及1994年電影《子彈橫飛百老匯》的結尾。1981年歌舞電影《Pennies from Heaven》中由基斯杜化·華堅演唱這首歌。它也出現在1994年電影《Timecop》中。2004年，描述科爾·波特生平（就是這首歌曲的原作曲家）的部電影《De-Lovely》（搖擺情事）中，則理所當然地成為推進劇情的插曲；由英國歌手艾維斯·卡斯提洛在電影中客串演出，而他演唱的版本也順理成章地收錄在這部電影的原聲帶中。最近期，它出現在2013年電影《大亨小傳》。亦也出現在肯·伯恩斯的2011年PBS紀錄片《禁酒令》中。